# Wolodymyr Prawdytsch-Neminskyj

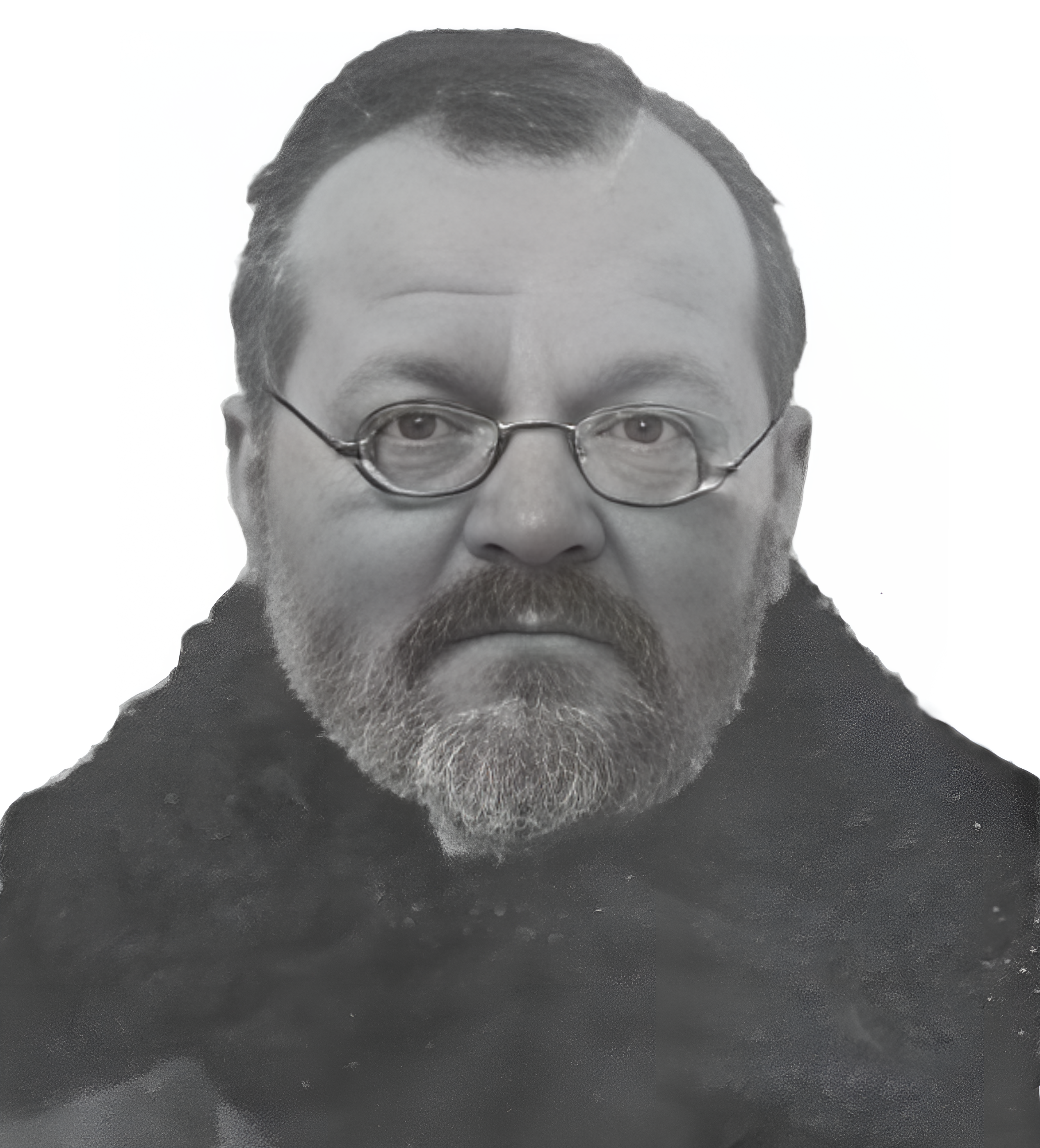
Wolodymyr Prawdytsch-Neminskyj (1929)

Wolodymyr Wolodymyrowytsch Prawdytsch-Neminskyj (ukrainisch Володимир Володимирович Правдич-Немінський; * 2. Juli 1879 in Kiew; † 17. Mai 1952 in Moskau) war ein ukrainischer Physiologe.
Er war einer der Pioniere der Elektroenzephalografie (EEG). 1912 nahm er das erste Elektroenzephalogramm an Tieren (Hunden) auf. Dieses publizierte er im Jahre 1913. Er bezeichnete es als Electrocerebrogram. Der Begriff Elektroenzephalografie wurde später von Hans Berger geprägt.
Prawdytsch-Neminskyj studierte an der Universität Kasan und dem Kiewer Polytechnischen Institut (heute: Nationale Technische Universität „Kiewer Polytechnisches Institut Ihor Sikorskyj“).
Ab 1908 forschte er an der heutigen Nationalen Taras-Schewtschenko-Universität Kiew. 1920 wurde er Assistenz-Professor am Kiewer Polytechnischen Institut.
1929 wurde er aus politischen Gründen angeklagt und saß einige Jahre im Gefängnis. 1949 wurde er rehabilitiert.
Danach leitete er bis zu seinem Tod ein Labor bei der Ukrainischen Akademie der Wissenschaften.

## Schriften (Auswahl)
- Pravdich-Neminsky VV: Ein Versuch der Registrierung der elektrischen Gehirnerscheinungen. Zbl Physiol 27: 951–960, 1913.
- Einige elektrische Erscheinungen im Zentralnervensystem bei Rana temporaria. Archiv für Physiologie 3/4, ss. 321–324 (1913)
- Ueber die hormonale Bedeutung des Ammoniaks; der Antagonismus und Synergismus zwischen den Ionen des Ammoniums und des Magnesiums im Organismus. Biochemische Zeitschrift 152, ss. 388–405 (1924)
- Ein Apparat zur Anfertigung von Metall-Saiten für das Einthovensche Galvanometer. Zeitschrift für Biologie 82, ss. 351–358 (1924)
- Der doppelte Schlüssel-Kommutator für physiologische und andere Zwecke. Zeitschrift für Biologie 132, ss. 345–350 (1924)
- Zur Kenntnis der elektrischen und der Innervationsvorgänge in den funktionellen Elementen und Geweben des tierischen Organismus. Elektrocerebrogramm der Säugetiere. Pflügers Arch Ges Physiol 209:362–382. DOI:10.1007/BF01730925. (1925)
- Die Einwirkung des Ammonium causticum und Ammonium chloratum auf die Bewegungen des Magens. Zeitschrift für Biologie 133, ss. 454–462 (1925)
- Zur Kenntnis der elektrischen und der Innervationsvorgänge in den funktionellen Elementen und Geweben des tierischen Organismus. (1925)
- Anschauliche Methode der fraktionierten Blutgerinnungsbestimmung. (1927)
- Ueber die periodischen Veränderungen im Organismus; die physiologischen Schwankungen der Katalase im Blute des Menschen. Biochemische Zeitschrift 192, ss. 144–64 (1928)
- Ueber mikrochemische Bestimmung der Chloride im Blute. Biochemische Zeitschrift 215, ss. 452–9 (1929)